# Glaciation de Pongola
La glaciation de Pongola est un épisode glaciaire qui s'est produit au Mésoarchéen, il y a 2,9 Ga durant environ 150 Ma. C'est la plus ancienne glaciation connue de la planète.

## Géologie
Les plus anciennes traces de glaciation connues datent du Mésoarchéen. Elles correspondent à la diamictite du supergroupe de Pongola (plus précisément à la formation de Mozaan), au KwaZulu-Natal et en Eswatini.

## Climat
Même si le climat de l'Archéen n'est pas bien connu, l'étude des isotopes de l'oxygène dans les chailles de l'époque semble montrer que le climat de l'Archéen fut chaud ou, au minimum, tempéré, notamment du fait de taux élevés de méthane et de dioxyde de carbone dans l'atmosphère ; une glaciation vers 2,9 Ga est donc susceptible d'avoir été causée par la baisse du taux de ces gaz à effet de serre,. La glaciation de Pongola est aussi associée à des changements dans les isotopes du soufre (δ34S), qui suggèrent que cela pourrait aussi impliquer une oxygénation précoce et de courte durée de l'atmosphère terrestre,.

## Extension
L'extension de la glaciation n'est pas déterminée avec certitude,. Certains auteurs avancent que les dépôts glaciaires se sont formés à de basses latitudes, inférieures à 30° N, donc proches des tropiques, ce qui impliquerait une glaciation étendue, tandis que d'autres soutiennent que la zone se situait à moyenne latitude voire à haute latitude, plus proche du pôle, où un glacier polaire aurait pu donc se former, à l'instar de la situation actuelle,.
Concernant sa durée, les dépôts glaciaires correspondants sont compris dans l'intervalle 2 985 ± 1 et 2 837 ± 5 Ma,.

### Citation originale
1. ↑  (en) « The oldest known midlatitude glaciation, recorded in the Pongola Supergroup diamictite, occurred at 2.9 Ga. »